# Henry Aronovich Brantmay

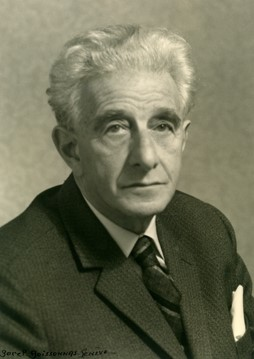
Henry Brantmay, ca. 1970

Henry Aronovich Brantmay (russisch Генрих Аронович Брантмай, Transliteration auch Henri Brantmai und Heinrich Brantman, im Deutschen als Autor; * 6. Junijul. / 18. Juni 1899greg. in Odessa; † 11. Dezember 1974 in Genf) war ein jüdischer Arzt, Psychiater, Schriftsteller, Publizist und Journalist, der wissenschaftliche und literarische Artikel und Theaterstücke in französischer und deutscher Sprache veröffentlichte.

## Leben
Brantmay wurde in Odessa (Russland) als Sohn des Journalisten Aron (Arnold) Davidov Brantmay (Арон Давидов, * 1873) und dessen Frau Marijem (Marie) Paltielevna, geb. Zamoshchin (Марьем Пальтиелевною Замощинa, * 1873) geboren. Seine Eltern waren unmittelbar nach ihrer Hochzeit am 10. April 1898 aus Angst vor politischer und religiöser Verfolgung von Odessa nach Berlin emigriert. Dort arbeitete sein Vater u. a. als Journalist für russische Zeitungen. Zur Entbindung reiste seine Mutter jedoch wieder nach Odessa und blieb dort einige Monate bei ihrer Familie. Die Familie wurde 1907, gemeinsam mit den Großeltern mütterlicherseits, als „unliebsame Ausländer“ ausgewiesen und ging zunächst nach Wien. Dort besuchte Brantmay weiter die Schule (wahrscheinlich schon in Berlin erstmalig eingeschult). Mit Ausbruch des Ersten Weltkrieges floh die Familie vor der drohenden Internierung über Zürich nach Genf (Schweiz). Er erhielt die Matura am Collège de Genève (später „Collège Calvin“) und wurde am 15. Oktober 1917 an der Medizinischen Fakultät der Universität Genf immatrikuliert. Dort studierte er Geburtshilfe und Psychiatrie und wurde am 24. Oktober 1925 promoviert.
Im Jahr 1929 hielt er seine Antrittsvorlesung am Institut Jean-Jacques Rousseau, wo er Pädagogik unterrichtete und die medizinisch-pädagogische Beratung leitete, gleichzeitig mit der Beauftragung durch den Beobachtungsdienst der DIP-Schule (Developmental Imaging and Psychopathology), die im selben Jahr gegründet wurde. 1934 trat er als Arzt des mit dem Observationsdienst verbundenen Instituts des Charmilles an.
Kurse in Psychologie, Psychoanalyse, pädagogischer Medizin und Physiologie wurden von François Naville und Alice Descœudres (1877–1963) angeboten. Nach dem pädagogischen Konzept des Institutsgründers Édouard Claparède sollte die Ausbildung der Erzieherinnen und Erzieher auch praktisch sein, was die Fortbildungskurse in der Spezialklasse von Alice Descœudres erklärt. Die im Mai 1913 eröffnete medizinisch-pädagogische Sprechstunde war die erste Dienstleistung des Instituts. Die von Claparède eröffnete Sprechstunde und die Präsentation von Fällen wurde von verschiedenen Ärzten durchgeführt: François Naville, Paul Godin, Hugo Oltramare, Raymond de Saussure, Jacqueline Méthée und ab 1929 auch von Henri Brantmay, gefolgt von dem Psychologen André Rey.
Als Mitglied der Verwaltungskommission förderte er auch den Pavillon des Grands Bois für Kinder im Bel-Air Psychiatric Hospital. Er überwachte den Dienst für Logopädie und verfasste psychiatrische Gutachten für die Kinderkriminalkammer (Gericht). Er schuf ein analytisches Modell: das somatisch-psychische Chronogramm Sauvegarde de l'enfance. Er trat 1948 aus dem Institut und 1955 aus dem Beobachtungsdienst aus und widmete sich der Theaterliteratur.
Brantmay war verheiratet mit Berthe Schwitzkébel (1927–1964) und Beatrice de Stouvenel (1965–1974) und starb am 11. Dezember 1974.

## Werk (Auswahl)
Bereits in seiner Schulzeit schrieb er Lyrik, Prosa und kleine Stücke für die Schülerzeitung an deren Herausgabe er maßgeblich beteiligt war.
- Schülerzeitung „Juventus“
- Jürg Jenatsch. Ein Trauerspiel in 5 Akten nach C. F. Meyer. Verlag H.R. Sauerländer & Co., Aarau 1927 (dt.) https://www.getabstract.com/de/zusammenfassung/juerg-jenatsch/4845
- Incursion dans l’univers de l’Enfants. In: Les Conférences de la Ligue „Vie et santé“, Lausanne,
- Pathologie de L’Instinct. In: Le coeur et la raison. Problèmes de Mèdicine et d’Éducation, Edition Jeheber, Genève 1943 (frz.)
- L’Intelligence, Problème crucial d’Hygiène mentale. In: Le coeur et la raison. Problèmes de Mèdicine et d’Éducation, Edition Jeheber, Genève (frz.)
- Mens sana in corpore sano? Conférence donnée à l'Institut de psychagogie. Genève 1926 (frz.)
- L'énurésie: La fréquence du mal. Dans nos asiles; chez les enfants placés. L'expérience d'un éducateur. L'opinion du médecin. Mit Henri Rochat-Bujard; Henri Murdter; Marguerite Loosli-Usteri; Schweizerische Gesellschaft für Erziehung und Pflege Geistesschwacher. Centre d'action pour la Suisse romande.; Centre d'action pour la Suisse romande de l'Association suisse en faveur des anormaux, Genève 1930 (frz.)
- Le coeur et la raison: problèmes de médecine et d'éducation exposés par quelques psychologues, ecclésiastiques et médecins de Genève. Mit Pierre Bovet et al; Jeheber Genève 1945 (frz.)
- Les états psychopathiques infantiles d'origine syphilitique héréditaire larvée: étude basée sur 131 observations personnelles confrontées avec 2600 cas de contrôle. Georg Genève 1946 (frz.)
- Force et faiblesse de la femme moderne. Mit Maurice Tièche; Soissons, Aisne, Diffusion nouvelle du livre, 1958 (frz.)